# Orakel
Orakel è il decimo album del disc jockey, produttore discografico, musicista e cantante norvegese Aleksander Vinter, l'ottavo sotto lo pseudonimo di Savant. È stato pubblicato l'11 dicembre 2013.

## Tracce
1. Orakel – 1:26
2. Spacewolfe – 5:55
3. Origin – 6:46
4. Sawchain – 4:00
5. How I Roll – 4:31
6. Penguins – 5:15
7. Valley of Shadows – 3:41
8. Awakening Wonders – 0:57
9. Prophecy – 3:32
10. Organismical – 4:03
11. Snake Eyes – 3:09
12. Rave Life – 6:09
13. Legacy – 3:56
14. Valkyrie – 4:14
15. Stargate – 5:49
16. Red Claw – 4:48
17. Reggaetron – 2:47
18. Soap – 3:32
19. Survive – 3:11
20. Air Balloon – 3:44
21. Rapture – 5:09
22. Teaser 11.18.2013 – 10:33